# 夫子廟駅
夫子廟駅（ふうしびょうえき）は中華人民共和国江蘇省南京市秦淮区平江府路と建康路の交叉点の北側にある、南京地下鉄3号線と5号線の駅である。

## 沿革
- 2015年4月1日 - 3号線の駅として開業。
- 2025年8月6日：5号線の開業で乗換駅となる[1]。

## 駅構造

### のりば
| 番線 | 路線            | 行先                              | 行先              |
| ---- | --------------- | --------------------------------- | ----------------- |
|      | 南京地下鉄3号線 | 常府街・浮橋・上元門・星火路 方面 | 林場 行き         |
|      | 南京地下鉄3号線 | 南京南駅 方面                     | 秣陵 行き         |
|      | 南京地下鉄5号線 | 三山街・下関 方面                 | 方家営駅 行き     |
|      | 南京地下鉄5号線 | 通済門 方面                       | 江蘇軟件園駅 行き |

## 駅周辺
- 夫子廟
- 江南貢院
- 李香君故居
- 瞻園

## 隣の駅
南京地下鉄
■3号線
常府街駅 - 夫子廟駅 - 武定門駅
■5号線
三山街駅 - 夫子廟駅 - 通済門駅